# Tadaoka
Tadaoka (忠岡町?, Tadaoka-chō) è una cittadina del Giappone situata nella parte meridionale della prefettura di Osaka. È l'unico comune del distretto di Senboku e l'edificio dell'amministrazione comunale ospita anche gli uffici del distretto.

## Geografia fisica
Con una superficie di 4,03 km², è la cittadina più piccola del paese. Nel 2010 contava 18 289 abitanti, per una densità di 4538,21 ab./km². I nuclei familiari erano 7.582. L'area residenziale si è sviluppata nel centro cittadino, attorno alla stazione delle ferrovie Nankai, mentre la zona industriale si affaccia ad ovest sulla baia di Osaka.

## Storia
Tadaoka ottenne lo status di villaggio (町?, mura) nel 1889, e divenne cittadina (村?, chō) nell'ottobre del 1939.

## Economia
Le maggiori industrie comunali sono quella tessile, vengono prodotte coperte ecologiche, e quella del legname. La promozione delle locali attività commerciali ha portato all'istituzione di una fiera chiamata "carnevale del commercio", che si tiene a novembre. Le aree agricole sono in periferia. Vicino al mare si trova la zona industriale e un porticciolo per la pesca estiva.

## Cultura e trasporti
Vi sono due scuole elementari, una scuola media, una libreria ed un museo. Oltre che dalla linea ferroviaria Nankai, Tadaoka è attraversata dalla linea Hanwa delle ferrovie JR West, la cui stazione più vicina si trova nel comune di Izumi, a circa 3 km dalla stazione di Tadaoka. Il comune si trova a circa 15 km a nord dell'Aeroporto Internazionale del Kansai, lo scalo principale di Osaka.